# Station Barnhill
Barnhill is een spoorwegstation in Schotland. 